# Parawixia bistriata
Parawixia bistriata är en spindelart som först beskrevs av Rengger 1836.  Parawixia bistriata ingår i släktet Parawixia och familjen hjulspindlar. Inga underarter finns listade i Catalogue of Life.